# グレイ・メイナード
グレイ・メイナード（Gray Maynard、1979年9月5日 - ）は、アメリカ合衆国の男性総合格闘家。アリゾナ州フェニックス出身。アメリカン・キックボクシング・アカデミー所属。

## 来歴
3歳からレスリングを始め、セントエドワード高校時代は全米大会に優勝し、ミシガン州立大学に進学、一時期はラシャド・エヴァンスとルームメイトだった。大学時代はNCAAのディビジョン1レスラーとしてオールアメリカンに3度選出。その後アテネオリンピックを目指していたが、出場は叶わなかった。その後、BJ・ペンにレスリングを指導したことがきっかけとなり、2006年にランディ・クートゥアの元で総合格闘技の練習を開始。同年4月21日にTitle Fighting Championships 1で総合デビューを果たした。
プロ格闘家となる前は不動産業者をやっていた。

### TUF
2007年にはUFCのリアリティ番組「The Ultimate Fighter」のシーズン5に参加し、BJ・ペン率いるチーム・ペンに所属。エリミネイションバウトでは1回戦でウェイン・ウィームズ、2回戦でブランドン・メレンデスを破るも、準決勝でネイサン・ディアスにフロントチョークで敗れた。6月23日のフィナーレではロバート・エマーソンと対戦し、エマーソンを投げた際に負傷させてタップさせたが、メイナードもマットに頭を打って気絶し、無効試合となった。ファイト・オブ・ザ・ナイトを受賞した。

### UFC
2008年4月2日、UFC Fight Night: Florian vs. Lauzonでフランク・エドガーに3-0の判定勝ちを収めた。10月25日、UFC 90でリッチ・クレメンティに3-0の判定勝ちを収めた。
2009年3月7日、UFC 96でジム・ミラーと対戦し、3-0の判定勝ちを収めた。9月16日、UFC Fight Night: Diaz vs. Guillardでロジャー・ウエルタと対戦し、2-1の判定勝ちを収めた。
2010年1月11日、UFC Fight Night: Maynard vs. Diazのメインイベントでネイサン・ディアスと再戦し、2-1の判定勝ちでリベンジに成功した。
2010年8月28日、UFC 118のライト級王座挑戦者決定戦でケニー・フロリアンと対戦し、テイクダウンとポジショニングで上回り、3-0の判定勝ち。プロ公式戦無敗のままフランク・エドガーの持つライト級王座への挑戦権を獲得した。
2011年1月1日、UFC 125の世界ライト級タイトルマッチで王者フランク・エドガーと2年9か月ぶりに再戦。1Rにパンチでダウンを奪ったものの、1-1の判定ドローで王座獲得に失敗した。ファイト・オブ・ザ・ナイトを受賞した。
2011年10月8日、UFC 136の世界ライト級タイトルマッチで王者フランク・エドガーと三度目の対戦。前回同様1R打撃で圧倒するものの、後半盛り返され4Rに右フックでダウンを奪われ追撃のパウンドでKO負けを喫し王座獲得に失敗した。プロ13戦目で初黒星を喫した。
2011年11月、エクストリーム・クートゥアを離れ、アメリカン・キックボクシング・アカデミーへ移籍した。
2013年5月25日、UFC 160のライト級王座挑戦者決定戦でライト級ランキング5位のTJ・グラントと対戦し、1RTKO負けを喫した。
2013年11月30日、The Ultimate Fighter 18 Finaleのメインイベントでライト級ランキング8位のネイト・ディアスと再戦し、1RTKO負け。
2014年8月16日、UFC Fight Night: Bader vs. St. Preuxでロス・ピアソンと対戦し、2RTKO負け。3連続のKO負けとなった。

## 戦績

### プロ総合格闘技
| 総合格闘技 戦績 | 総合格闘技 戦績 | 総合格闘技 戦績 | 総合格闘技 戦績 | 総合格闘技 戦績 | 総合格闘技 戦績 | 総合格闘技 戦績 |
| --------------- | --------------- | --------------- | --------------- | --------------- | --------------- | --------------- |
| 21 試合         | (T)KO           | 一本            | 判定            | その他          | 引き分け        | 無効試合        |
| 13 勝           | 3               | 0               | 11              | 0               | 1               | 1               |
| 6 敗            | 4               | 0               | 2               | 0               | 1               | 1               |

| 勝敗 | 対戦相手                   | 試合結果                               | 大会名                                                         | 開催年月日     |
| ×    | ニック・レンツ             | 2R 1:19 TKO（右ハイキック→パウンド）   | UFC 229: Khabib vs. McGregor                                   | 2018年10月6日  |
| ○    | 石原夜叉坊                 | 5分3R終了 判定3-0                      | The Ultimate Fighter 25 Finale                                 | 2017年7月7日   |
| ×    | ライアン・ホール           | 5分3R終了 判定0-3                      | The Ultimate Fighter 24 Finale                                 | 2016年12月3日  |
| ○    | フェルナンド・ブルーノ     | 5分3R終了 判定3-0                      | The Ultimate Fighter 23 Finale                                 | 2016年7月8日   |
| ×    | アレクサンドル・ヤコヴレフ | 5分3R終了 判定0-3                      | UFC Fight Night: Mendes vs. Lamas                              | 2015年4月4日   |
| ×    | ロス・ピアソン             | 2R 1:35 TKO（右ストレート→パウンド）   | UFC Fight Night: Bader vs. St. Preux                           | 2014年8月16日  |
| ×    | ネイト・ディアス           | 1R 2:38 TKO（スタンドパンチ連打）      | The Ultimate Fighter 18 Finale                                 | 2013年11月30日 |
| ×    | TJ・グラント               | 1R 2:07 TKO（スタンドパンチ連打）      | UFC 160: Velasquez vs. Bigfoot 2                               | 2013年5月25日  |
| ○    | クレイ・グイダ             | 5分5R終了 判定2-1                      | UFC on FX 4: Maynard vs. Guida                                 | 2012年6月22日  |
| ×    | フランク・エドガー         | 4R 3:54 KO（右フック→パウンド）        | UFC 136: Edgar vs. Maynard 3 【UFC世界ライト級タイトルマッチ】 | 2011年10月8日  |
| △    | フランク・エドガー         | 5分5R終了 判定1-1                      | UFC 125: Resolution 【UFC世界ライト級タイトルマッチ】          | 2011年1月1日   |
| ○    | ケニー・フロリアン         | 5分3R終了 判定3-0                      | UFC 118: Edgar vs. Penn 2                                      | 2010年8月28日  |
| ○    | ネイト・ディアス           | 5分3R終了 判定2-1                      | UFC Fight Night: Maynard vs. Diaz                              | 2010年1月11日  |
| ○    | ロジャー・ウエルタ         | 5分3R終了 判定2-1                      | UFC Fight Night: Diaz vs. Guillard                             | 2009年9月16日  |
| ○    | ジム・ミラー               | 5分3R終了 判定3-0                      | UFC 96: Jackson vs. Jardine                                    | 2009年3月7日   |
| ○    | リッチ・クレメンティ       | 5分3R終了 判定3-0                      | UFC 90: Silva vs. Cote                                         | 2008年10月25日 |
| ○    | フランク・エドガー         | 5分3R終了 判定3-0                      | UFC Fight Night: Florian vs. Lauzon                            | 2008年4月2日   |
| ○    | デニス・シヴァー           | 5分3R終了 判定3-0                      | UFC Fight Night: Swick vs. Burkman                             | 2008年1月23日  |
| ○    | ジョー・ヴェレス           | 1R 0:09 KO（左フック）                 | UFC Fight Night: Thomas vs. Florian                            | 2007年9月19日  |
| －   | ロバート・エマーソン       | 2R 0:39 無効試合（ダブルノックアウト） | The Ultimate Fighter 5 Finale                                  | 2007年6月23日  |
| ○    | ブレント・ウィードマン     | 5分3R終了 判定3-0                      | WEF: Orleans Arena                                             | 2006年6月10日  |
| ○    | ジョシュ・パウエル         | 1R 2:56 TKO（パンチ連打）              | Title Fighting Championships 1                                 | 2006年4月21日  |

### 総合格闘技エキシビション
| 勝敗 | 対戦相手               | 試合結果                 | 大会名                 | 開催年月日    |
| ×    | ネイト・ディアス       | 2R 1:20 ギロチンチョーク | The Ultimate Fighter 5 | 2007年2月28日 |
| ○    | ブランドン・メレンデス | 2R 4:07 ギロチンチョーク | The Ultimate Fighter 5 | 2007年2月21日 |
| ○    | ウェイン・ウィームズ   | 1R 2:48 TKO（パウンド）  | The Ultimate Fighter 5 | 2007年2月15日 |

### アマチュア総合格闘技
| 勝敗 | 対戦相手         | 試合結果          | 大会名                 | 開催年月日   |
| ○    | エヴァン・ダナム | 3分3R終了 判定3-0 | SportFight 15: Tribute | 2006年4月8日 |

## 表彰
- ブラジリアン柔術 青帯
- レスリング NCAAオールアメリカン（3回）
- UFC ファイト・オブ・ザ・ナイト（3回）
- SHERDOG ファイト・オブ・ザ・イヤー（2011年）